# كيت فوغن
كيت فوغن (بالإنجليزية: Kit Vaughan)‏ هو أكاديمي جنوب أفريقي، ولد في 21 أبريل 1953 في Blyvooruitzicht ‏ في جنوب أفريقيا.